# Waigeo
Waigeo (chiamata anche Amberi o Waigiu) è un'isola della provincia di Papua sud-occidentale, dell'ex Irian Jaya, in Nuova Guinea, Indonesia.

## Geografia
L'isola di Waigeo è la più grande delle quattro principali isole dell'arcipelago Raja Ampat e si trova tra l'isola di Halmahera nelle Molucche e le coste della Nuova Guinea da cui dista circa 65 km. Le altre 3 isole maggiori sono: Salawati, Batanta e Misool.
Con una superficie di 3.153,7 km² Waigeo si colloca al 160º posto tra le isole più grandi del mondo;il punto più elevato arriva a 993 metri. Le sue dimensioni sono di circa 110 km (est-ovest) per 50 (nord-sud).
La città di Waisai situata a ovest dell'isola è la capitale del distretto delle Raja Ampat.
La lingua vernacolare dell'isola è l'ambel, a minaccia di estinzione a favore della lingua malese papuana.
Dal 1997 l'isola è usata come sito di ostricoltura dalla compagnia australiana Atla Pacific.